# 薩福克郡
沙福郡，英國英格蘭東部的郡，東臨北海。以人口計算，葉士域治是第1大鎮（亦是郡治），洛斯托夫特是第2大鎮，貝里聖埃德蒙茲是第3大鎮。
薩福克沒有包含單一管理區，無論把它看待成非都市郡還是名譽郡，其面積都是3,801平方公里（非都市郡第7、名譽郡第8），人口都是702,100（非都市郡第13、名譽郡第31）。

## 行政區劃

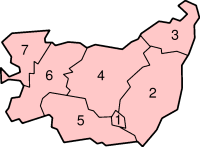
1. 伊普斯維奇
2. 濱海薩福克
3. 韋弗尼
4. 中薩福克
5. 巴伯
6. 聖埃德蒙茲伯里
7. 福里斯特希思

薩福克實際管轄7個非都市區：伊普斯維奇（Ipswich）、濱海薩福克（Suffolk Coastal）、韋弗尼（Waveney）、中薩福克（Mid Suffolk）、巴伯（Babergh）、聖埃德蒙茲伯里（St Edmundsbury）、（Forest Heath）。

## 經濟
以下經濟數據來源是英國國家統計辦工室
| 年   | 地區生產總值 | 農業 | 工業  | 服務  |
| ---- | ------------ | ---- | ----- | ----- |
| 1995 | 7,113        | 391  | 2,449 | 4,273 |
| 2000 | 8,096        | 259  | 2,589 | 5,248 |
| 2003 | 9,456        | 270  | 2,602 | 6,583 |

## 地理
下圖顯示英格蘭48個名譽郡的分佈情況。沙福郡東臨北海，南與埃塞克斯郡相鄰，西與劍橋郡相鄰，北與羅福克相那。

## 外部連結
- （英文）沙福郡議會 （页面存档备份，存于）

52°3′21″N 1°08′58″E / 52.05583°N 1.14944°E